# Dorothy Comingore
Dorothy Comingore, nata Margaret Louise Comingore (Los Angeles, 24 agosto 1913 – Stonington, 30 dicembre 1971), è stata un'attrice statunitense.
È celebre per il personaggio di Susan Alexander nell'acclamato film Quarto Potere (1941) di Orson Welles.
Durante gli anni trenta fu nota anche come Kay Winters e, in seguito, Linda Winters.

## Filmografia parziale

### Cinema
- Crociera d'amore (Trade Winds), regia di Tay Garnett (1938)
- Fuori da quelle mura (Outside These Walls), regia di Ray McCarey (1939)
- Una ragazza allarmante (Good Girls Go to Paris), regia di Alexander Hall (1939)
- Angeli del mare (Coast Guard), regia di Edward Ludwig (1939)
- Passione (Golden Boy), regia di Rouben Mamoulian (1939)
- Mr. Smith va a Washington (Mr. Smith Goes to Washington), regia di Frank Capra (1939)
- Quarto potere (Citizen Kane), regia di Orson Welles (1941)
- Il diavolo nero (The Hairy Ape), regia di Alfred Santell (1944)
- Fate il vostro gioco (Any Number Can Play), regia di Mervyn LeRoy (1949)
- La grande notte (The Big Night), regia di Joseph Losey (1951)

### Televisione
- Fireside Theatre – serie TV, 1 episodio (1951)
- Rebound – serie TV, 1 episodio (1952)
- The Doctor – serie TV, episodio 1x11 (1952)

## Doppiatrici italiane
- Maria Pia Di Meo in Quarto potere